# Harry Thomas
Henry „Harry” Thomas (ur. 28 lutego 1901, zm. ?) – walijski piłkarz, który występował na pozycji napastnika.

## Kariera klubowa
Piłkarską karierę rozpoczynał w walijskich klubach, w Swansea Town i Porth. W kwietniu 1922 przeszedł do Manchesteru United, w którym występował do 1930. W sumie, biorąc pod uwagę rozgrywki ligowe i pucharowe, zagrał w United 135 meczów i zdobył 13 bramek. W październiku 1930 odszedł do Merthyr Town.

## Kariera reprezentacyjna
Thomas w kadrze narodowej wystąpił jeden raz, 12 lutego 1927 w meczu przeciwko Anglii.
| Lp. | Data           | Miejsce           | Mecz           | Wynik | Bramki | Rozgrywki                 |
| --- | -------------- | ----------------- | -------------- | ----- | ------ | ------------------------- |
| 1.  | 12 lutego 1927 | Racecourse Ground | Walia – Anglia | 3:3   |        | British Home Championship |